# Jüdischer Friedhof (Petershagen)
Der Jüdische Friedhof Petershagen befindet sich in Petershagen im Kreis Minden-Lübbecke in Nordrhein-Westfalen. Als jüdischer Friedhof ist er ein Baudenkmal und seit dem 1. August 1988 unter der Denkmalnummer 82 in der Denkmalliste eingetragen.
Er liegt an der Ecke Lambertsweg / Brandhorststraße. Dort ist ein Grabstein erhalten sowie Trümmer, die Jahre nach der Zerstörung des Friedhofs an verschiedenen Stellen in Petershagen gefunden und hier gesammelt wurden. Gedenkstelen erinnern an die Opfer des NS-Arbeitserziehungslagers Lahde.

## Geschichte
Der Friedhof wurde vermutlich vom 17. bis ins 20. Jahrhundert belegt. Nach der Vernichtung der jüdischen Gemeinde in Petershagen im Rahmen der Novemberpogrome im Jahr 1938 wurde er eingeebnet.